# Karl Themel
Karl Themel (* 26. Februar 1890 in Jüterbog; † 19. März 1973 in Berlin) war ein deutscher Theologe und evangelischer Pfarrer, der zur Zeit des Nationalsozialismus als Leiter der Kirchenbuchstelle Alt-Berlin der Reichsstelle für Sippenforschung zuarbeitete.

## Leben

### Ausbildung und Berufseinstieg
Themels Vater war Kämmerei- und Stadtkassenrendant. Seine Schullaufbahn schloss er an einem humanistischen Gymnasium in Potsdam ab. Anschließend absolvierte er von 1908 bis 1912 ein Studium der Theologie an den Universitäten Halle, Tübingen und Berlin. Während seiner Studienzeit trat er dem Hallenser Wingolf bei.
Nach Studienende und Ordination nahm er freiwillig von November 1914 bis zum Kriegsende 1918 als Feldgeistlicher am Ersten Weltkrieg teil. In der Nachkriegszeit übernahm Themel ab 1919 Pfarrstellen am Diakonissen-Mutterhaus Oberlinhaus in Nowawes (heute: Potsdam-Babelsberg) und danach in Mertensdorf. Ab 1923 war er als Pfarrer in Berlin tätig, zuerst bei der Samaritergemeinde und ab 1928 bei der Luisenstadtgemeinde. Zusätzlich übernahm er ab 1931 in Berlin das Nebenamt des Sozialpfarrers.

## Politische Betätigung und Zeit des Nationalsozialismus
Themel sympathisierte seit den 1920er Jahren mit der antikapitalistischen, antiliberalen, antisozialistischen und antisemitischen Programmatik Adolf Stoeckers. Anfang der 1930er Jahre begann er sich politisch den Nationalsozialisten zuzuwenden: Ab 1932 war er Mitglied der NSDAP und wurde Blockwalter. Im Zuge der Machtübergabe an die Nationalsozialisten trat Themel 1933 der SA bei, wo er den Rang eines Scharführers erreichte und als Sippenwart agierte. Zudem gehörte er der NSV, dem Reichsluftschutzbund und dem Reichsbund der Kinderreichen an. Als Pfarrer der Luisenstadtgemeinde ließ er dort das Horst-Wessel-Lied singen und den Führergeburtstag am 20. April feiern.

### Funktionsträger der Deutschen Christen
Zeitgleich mit seinem Parteieintritt war er Mitbegründer der Deutschen Christen und bekleidete in dieser nationalsozialistisch orientierten Glaubensbewegung bedeutende Funktionen. Ab 1932 war er Referent für Sozialfragen in der Reichsleitung der Deutschen Christen und gehörte der Reichskirchenleitung um den späteren Reichsbischof Ludwig Müller an. Vom 24. Juni 1933 bis 18. Juli 1933 leitete er als Staatskommissar und ab Oktober 1933 als Präsident den Central-Ausschuss für Innere Mission. Er war zudem Begründer und Reichsführer des Deutschen Evangelischen Männerwerkes. Er nahm an den Deutschen Evangelischen Nationalsynoden 1933 in Wittenberg und 1934 in Berlin teil. Seine Vita wurde in Das Deutsche Führerlexikon aufgenommen.

„Die Erkenntnisse von Blut und Rasse und Vererbung müssen zukünftig in der Arbeit am Volk berücksichtigt werden.“

Im Zuge des rapide schwinden Einflusses Müllers verlor Themel im Herbst 1934 aus kirchenpolitischen Gründen seine Funktionen in der Inneren Mission und bei den Deutschen Christen.

### Tätigkeit für das Reichssippenamt und Leiter der Kirchenbuchstelle Alt-Berlin
Themel bewarb sich im November 1934 mit Verweis auf seine Qualifikation schriftlich bei der Reichsstelle für Sippenforschung, dem späteren Reichssippenamt. Er führte dabei seine profunden Kenntnisse der Familien- und Sippenforschung sowie Grundkenntnisse der Rassenkunde und Erblehre an, verwies auf seine Leitungserfahrung in Kirchengremien und seine Mitgliedschaft in NS-Organisationen.

„Wie ich gehört habe, besteht die Absicht, das Kirchenbuchwesen in Berlin zu einer Sippenkanzlei zusammenzufassen. Nach Rücksprache mit dem Herrn Bevollmächtigten der Deutschen Evangelischen Kirche für das Kirchenbuchwesen, Konsistorialrat Riehm, möchte ich mich ihnen hierfür zur Verfügung stellen.“

Mit weiteren nationalsozialistisch gesinnten Kollegen der Berliner Stadtsynode nutzte er sein Methodenwissen zur Auswertung der Kirchenbücher für die Reichsstelle für Sippenforschung, die zum einen der Erbringung von Ariernachweisen diente und zum anderen Christen jüdischer Herkunft erfasste. Er ließ die Kirchenregister zentralisieren, im Hinblick auf eine Abstammung von jüdischen Vorfahren auswerten und verkarten. Die Ergebnisse wurden an die Reichsstelle für Sippenforschung oder andere NS-Organisationen weitergeleitet (Stand 1941: 164.830 bearbeitete Anträge mit 332.595 kirchenbuchlichen Feststellungen, davon 2612 jüdischer Abstammung). Themel arbeitete damit der Judenverfolgung und in letzter Konsequenz dem Holocaust zu. Er leitete offiziell ab Dezember 1936 die von ihm aufgebaute Kirchenbuchstelle Alt-Berlin. In der Kirchenbuchstelle, die bis 1945 bestand, waren zuletzt mehr als 30 Mitarbeiter tätig. Stellvertretender Leiter war der SS-Führer Henry Baer. 

„In einer besonderen Abteilung sind alle Judentaufen von 1800 bis 1936, die in Berlin stattfanden, zusammengetragen. Hier werden täglich drei, vier Fälle einer nichtarischen Abstammung aufgedeckt.“

Ab 1942 war Themel Stadtsynodalpfarrer für das Kirchenbuchwesen in Berlin. Zusätzlich arbeitete er ab 1935 neben seiner Pfarrstelle als Oberkirchenrat in der Kirchenkanzlei der Deutschen Evangelischen Kirche. Er wurde vom Leiter der Reichsstelle für Sippenforschung, Kurt Mayer, den Themel bewunderte, zum Obmann des Reichsverbandes der Sippenforscher und Heraldiker bestellt, in dem er Mitglied war (Mitgliedsnummer 113). Aufgrund seiner Mitgliedschaft in einer Freimaurerloge vor 1933 wurde Themel 1938 aus der NSDAP ausgeschlossen, jedoch durch Gnadenbescheid Adolf Hitlers im folgenden Jahr wieder in die Partei aufgenommen. Ab 1939 war er nebenamtlich Konsistorialrat beim Konsistorium Mark Brandenburg. Er war ab 1941 Mitglied im Herold (Verein für Heraldik, Genealogie und verwandte Wissenschaften zu Berlin) und wurde dort zu seinem 80. Geburtstag als korrespondierendes Mitglied geehrt.

## Nachkriegszeit
Kurz vor Kriegsende setzte Themel sich aus Berlin ab und übernahm Mitte Mai 1945 eine Pfarrstelle in Bertkow. Seine Entfernung aus dem Amt aufgrund eines im Dezember 1948 in Berlin abgeschlossenen kirchlichen Spruchkammerverfahrens bzgl. seiner Mitgliedschaften in NS-Organisationen wurde nicht vollzogen, sondern im folgenden Jahr nach einer Berufungsverhandlung auf Versetzung reduziert. Von 1952 bis zum Eintritt in den Ruhestand 1954 war er Pfarrer in Markau. Anschließend wurde er noch mit Tätigkeiten im Archiv- und Kirchenbuchwesen der Evangelischen Kirche Berlin-Brandenburg beauftragt, die er in West-Berlin wahrnahm.

## Schriften
- Die religiöse Lage auf dem Lande in der Nachkriegszeit. Dt. Landbuchhandlung, Berlin 1925.
- Der religiöse Gehalt der völkischen Bewegung und ihre Stellung zur Kirche (Protestantische Studien, 3). Verl.d.Evang.Bundes, Berlin 1926.
- Lenin anti Christus. Eine Einführung in die Lehre und Methoden der Gottlosen für jedermann. Eckart-Verlag, Berlin 1931.
- Dienst an Erwerblosen. Ein Merkbuch. Ev. Pressverband f. Deutschland, Berlin 1932.
- Die evangelischen Kirchenbücher von Berlin: Übersicht über d. Bestände d. Pfarr- u. Kirchenarchive d. Evang. Kirche in Berlin-Brandenburg (Berlin West) u.d. Sprengels Berlin (Ost) d. Evang. Kirche in Berlin-Brandenburg / ges. von Karl Themel. Erg., bearb. u. eingeleitet von Wolfgang Ribbe, Colloquium-Verlag, Berlin 1984.
- Brandenburgische Kirchenbücher: Übersicht über d. Bestände d. Pfarr- u. Kirchenarchive in d. Sprengeln Cottbus, Eberswalde u. Potsdam d. Evang. Kirche in Berlin-Brandenburg / ges. von Karl Themel. Erg., bearb. u. eingel. von Wolfgang Ribbe unter Mitw. von Rosemarie Baudisch, Colloquium-Verlag, Berlin 1986.
- Wie verkarte ich Kirchenbücher, Berlin 1936.